# Lunar Lander (jeu vidéo, 1979)
Vous lisez un « bon article » labellisé en 2018.
Pour le genre de jeu vidéo, voir Lunar Lander.
Lunar Lander est un jeu vidéo de simulation développé par Atari Inc. et sorti en août 1979 sur borne d'arcade. Jouable en solo, il demande au joueur de poser un atterrisseur en toute sécurité sur la Lune. Le joueur consomme des points de carburant quand il fait pivoter l'engin ou qu'il utilise le moteur-fusée pour compenser la gravité. À chaque fois qu'il parvient à alunir, le joueur gagne des points en fonction de la qualité de sa manœuvre et de la difficulté du lieu où il s'est posé. Le jeu se relance après chaque alunissage réussi ou crash, un nouveau terrain est créé et ce, jusqu'à ce que le réservoir du module soit entièrement vidé. Les joueurs peuvent ajouter des pièces dans la machine pour acheter du carburant supplémentaire, ce qui permet théoriquement que la partie ne se termine jamais.
Le développement du jeu a commencé par la création d'un moteur graphique vectoriel par Atari, décidé à la suite de la sortie du jeu Space Wars par Cinematronics. Une fois celui-ci terminé, son concepteur, Howard Delman a proposé de créer un jeu de type Lunar Lander, un genre qui a connu de nombreuses déclinaisons textuelles dès 1969 et une première version proposant des graphismes en 1973 : Moonlander. Le jeu a été intégralement développé par Delman et le programmeur Rich Moore. Il s'agit du premier jeu vectoriel d'Atari et du premier jeu vidéo offrant plusieurs points de vue de caméra (la vue zoome quand le module approche de la surface de la Lune). La borne Lunar Lander s'est vendue à 4 830 exemplaires, un succès modéré interrompu par le succès fulgurant d'un autre jeu d'Atari, Asteroids, sorti en novembre 1979. Les 300 premières bornes d'Asteroids sont d'ailleurs des bornes portant les couleurs de son aîné. Lunar Lander est l'un des deux premiers jeux vidéo à avoir été enregistrés au United States Copyright Office, la préexistence de concepts similaires l'ayant empêché d'obtenir un brevet sur son game design. Le jeu a été réédité dans diverses compilations, porté sur navigateur dans le cadre d'« Atari Arcade » et a servi de support à une installation artistique à la Science Gallery de Dublin.

## Système de jeu
Lunar Lander est un jeu solo s'inscrivant, comme son nom l'indique, dans le sous-genre des Lunar Lander dans lequel l'objectif du joueur est de poser un atterrisseur sur la Lune. Le jeu est affiché en vectoriel noir et blanc et présente le terrain lunaire ainsi que l’atterrisseur. En haut de l’écran, le joueur peut voir différentes informations comme la vitesse du module, son altitude, le remplissage du réservoir de carburant ainsi que le score et le temps passé en jeu. Le terrain est très escarpé et seules quelques zones planes sont propices à l'alunissage. Le joueur peut contrôler l'orientation du module et déclencher le moteur-fusée pour le freiner. Le module est toujours placé au centre de l'écran : c'est le décor qui défile horizontalement et à l'infini.

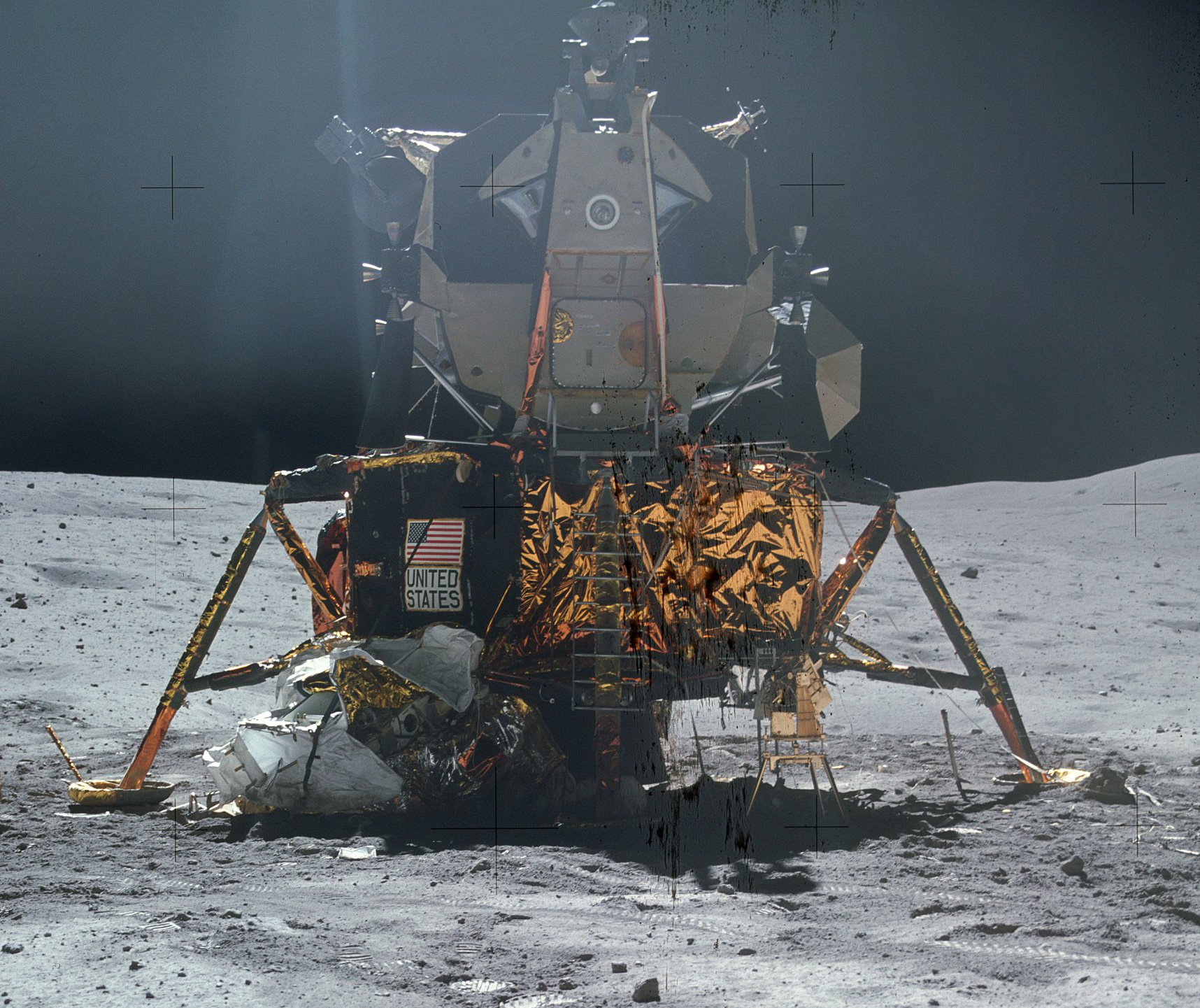
Atterrisseur Apollo 16 LM.

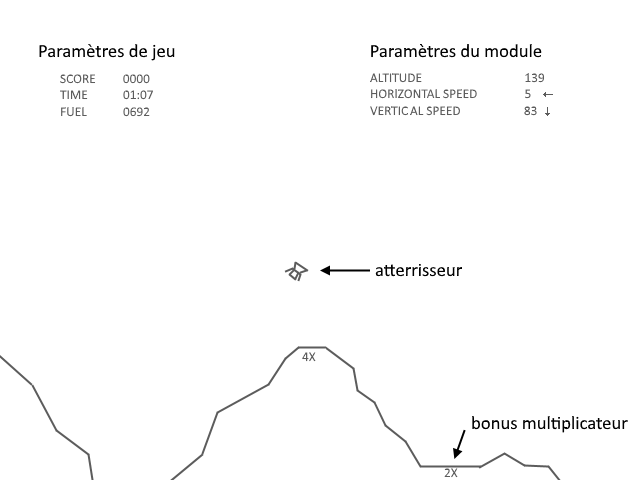
Interface du jeu.

Si le joueur parvient à faire alunir le module avec succès, il reçoit des points en fonction de la précision de l'alunissage et de la difficulté de la zone où il s'est posé. Il reçoit également un peu de carburant en fonction de la qualité de sa manœuvre. Les zones d'alunissage sûres sont mises en avant par l'affichage d'un bonus multiplicateur clignotant. Plus la zone est petite, plus le bonus est élevé. Si le module s'écrase — ce qui arrive si la manœuvre est trop brutale ou si celui-ci est mal aligné verticalement — ou s'il alunit sur une zone non plate, une petite quantité de points est malgré tout attribuée,. Quand l’atterrisseur s'approche de la surface du sol, la vue zoome sur celui-ci,. Le joueur a une réserve de carburant limitée qui s'épuise en manœuvrant le module. Que le joueur se pose correctement ou s'écrase, le jeu reprend ensuite sur un nouveau terrain avec la réserve de carburant qui restait dans le module. Le jeu se termine quand le module touche le sol et n'a plus de réserve de carburant.
Le jeu se contrôle à l'aide de deux boutons qui permettent de faire pivoter le module à gauche et à droite. Une poignée permet quant à elle d'activer le moteur-fusée dont la puissance est proportionnelle à la traction exercée par le joueur. Un bouton d'annulation permet de remettre le module à la verticale mais la manœuvre consomme beaucoup de carburant pour éviter qu'il ne s'écrase. Chaque action consomme du carburant et quand le réservoir est vide, le module ne répond plus aux contrôles. Le jeu intègre quatre niveaux de difficulté qui influent sur les zones d'alunissage et les contrôles du module. Dans le plus haut niveau de difficulté, quand une rotation est appliquée au module, celle-ci ne s'arrête pas et le joueur doit la compenser. Le joueur peut changer à la volée la difficulté du jeu. Contrairement à d'autres jeux d'arcade, Lunar Lander n'impose pas de limite de temps : c'est le carburant qui détermine la durée du jeu. Remettre un quarter dans la borne permet de remplir le réservoir. Le volume de carburant ajouté par pièce peut être ajusté par l'opérateur de la machine de 450 à 5 400 unités.

## Développement

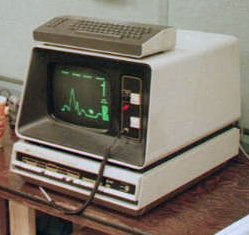
Terminal DEC GT40 faisant tourner Moonlander.

Le concept Lunar Lander naît en 1969 avec un jeu textuel basé sur Lunar (ou parfois Lunar Landing Game),. De nombreuses déclinaisons du concept voient le jour les années suivantes et, en 1979, le Lunar Lander commence à être considéré comme un sous-genre de jeu vidéo à part entière,. La première déclinaison de ce sous-genre dotée de graphisme, Moonlander, sort en 1973, développée par DEC pour démontrer les performances graphiques de ses terminaux DEC GT40,.
Après la sortie en 1977 du jeu Space Wars de Cinematronics utilisant des graphismes vectoriels et lui-même inspiré par Spacewar! conçu en 1962, Atari commence à travailler sur son propre moteur vectoriel, dans lequel les graphismes sont créés à partir de lignes et non de pixels comme dans l'imagerie matricielle classique. Le travail de conception est confié à Cyan Engineering, la filiale recherche et développement d'Atari. Après prototypage, le projet est confié à un employé d'Atari, Howard Delman, qui l'améliore afin qu'il puisse être utilisé par des game designers,. Une fois l'outil mis au point, il propose d'utiliser le moteur monochrome pour créer un jeu de type Lunar Lander. Delman avait eu l'occasion de jouer à Moonlander durant une visite à la NASA et avait joué à des Lunar Lander textuels à l'université. Le développement du jeu Lunar Lander démarre au printemps 1978 avec Delman responsable du hardware et Rich Moore, employé par Atari depuis seulement quelques mois et ayant également joué à des jeux du genre à l'université, sur la programmation.
Moore commence par dessiner les graphismes du jeu sur du papier millimétré, après quoi le duo écrit le code du jeu sur papier afin que des dactylos puissent le retranscrire. Delman et Moore travaillent main dans la main, rebondissant chacun sur les idées de l'autre, chacun œuvrant sur sa partie. L'un des points critiques est l'établissement du niveau de difficulté du jeu ; initialement, Delman projette que le module doit avoir le comportement le plus réaliste possible mais cela a pour effet de rendre le gameplay impraticable. Dans une interview de 2010, Delman remarque que « même les atterrisseurs réels disposent d'une assistance informatique ! » Il est décidé que le jeu intégrera quatre niveaux de difficulté (à comparer aux trois de Moonlander), Delman décrivant le niveau le plus difficile comme l'« un des pics de difficulté les plus douloureux du jeu vidéo ».
Delman fait le choix d'une grande poignée pour contrôler le moteur-fusée : Atari avait initialement prévu l'utilisation d'un joystick standard. Il cherche à améliorer la sensation de physicalité et ajoute un rembourrage en caoutchouc sous la poignée pour donner l'impression au joueur qu'il peut appuyer un peu plus pour obtenir une poussée supplémentaire. La poignée gère dix niveaux de poussée différents en fonction de sa position alors que, dans les précédents jeux du genre, il n'y avait qu'un seul niveau de poussée. Moore note alors que cela a l'inconvénient de donner au joueur beaucoup plus de paramètres sur lesquels se tromper. La typographie du jeu est créée par Ed Logg et réutilisée par la suite dans d'autres jeux vectoriels d'Atari. Plusieurs idées sont coupées au fil du développement. L'une des idées de Delman est de créer un cratère dans lequel se trouvent toutes les épaves des atterrisseurs écrasés par le joueur. Le hardware n'est malheureusement pas assez rapide pour dessiner ce niveau de détail. Il veut aussi ajouter un fast food McDonald's caché comme easter egg (qui est présent dans Moonlander). Après un an de développement, le jeu sort en août 1979, peu après la célébration du premier homme sur la Lune, même si Atari n'utilise pas cet événement dans son marketing,.

## Accueil
Lunar Lander est un succès commercial modéré, avec 4 830 bornes vendues. Le magazine Cash Box indique en septembre 1979 que les machines sont très populaires auprès de la clientèle. Il s'agit du premier jeu d'Atari avec des graphismes vectoriels et du premier jeu vidéo utilisant différents points de vue avec l'intégration du zoom sur le module,. Atari développe une version du jeu pour deux joueurs mais seulement deux prototypes voient le jour et cette version n'entre pas en production. La raison de cette annulation est le succès d'un autre titre d'Atari, Asteroids, sorti en novembre 1979, utilisant le même moteur graphique vectoriel et initialement basé sur le code de Lunar Lander. Atari arrête la production des bornes de Lunar Lander en faveur d'Asteroids. Les 300 premières bornes d’Asteroids sont d'ailleurs livrées avec une illustration de Lunar Lander sur le côté,,. Le Lunar Lander d'Atari devient la déclinaison la plus emblématique du concept, surpassant Moonlander et les autres jeux textuels et la plupart des jeux du genre suivants, s'inspirant plus ou moins de la version d'Atari.
Le jeu est l'une des entrées de l'ouvrage Les 1001 jeux vidéo auxquels il faut avoir joué dans sa vie.

## Postérité

### Marque et inspiration
En 1977, Atari produit Star Ship pour l'Atari 2600. Le jeu intègre plusieurs gameplays dont l'un s'intitule Lunar Lander — cependant, son principe consiste à se poser en évitant des vaisseaux ennemis et diffère donc de celui du jeu d'arcade. Un autre jeu d'arcade s'inspire de Lunar Lander, il s'agit de Lunar Rescue de Taito (qui n'utilise pas de graphismes vectoriels).
En 1980, Asteroids et Lunar Lander sont les deux premiers jeux vidéo enregistrés au United States Copyright Office. Jack Burness, à l'origine de Moonlander, a affirmé qu'Atari a tenté de déposer un brevet de game design mais que celui-ci a été rejeté à cause de l'antériorité de son jeu,.
Bien reçu par le public et pourvu d'un concept non breveté, Lunar Lander a donné lieu dans les années qui ont suivi à de nombreux portages et adaptations sur les ordinateurs personnels de l'époque. Ainsi, Tranquility Base sorti en 1980 sur Apple II, Jupiter Lander en 1982 sur Vic 20, ou même Lander disponible sous Windows en 1999, sont quelques-uns des héritiers de Lunar Lander.

### Rééditions
En 2003, Lunar Lander est intégré à la compilation Atari Anthology sortie sur Windows, PlayStation 2 et Xbox. En 2005, il sort sur Game Boy Advance dans une compilation incluant Breakout et Millipede et sur N-Gage dans la compilation Atari Masterpieces Vol.1. La même année, on retrouve le jeu en version « classique » et « modernisée » dans la compilation Retro Atari Classics sur Nintendo DS. Dans la version modernisée, les éléments d'interface sont déportés sur l'écran du bas de la console et plusieurs visuels d’atterrisseurs sont jouables,. En 2007, le jeu est inclus dans la compilation Atari Classics Evolved sur PlayStation Portable.
En 2010, le jeu apparaît dans la compilation Atari Greatest Hits: Volume 1 sur Nintendo DS. En 2011, une compilation similaire intégrant le jeu, Atari's Greatest Hits, sort sur iOS et Android. En 2012, pour le quarantième anniversaire de la fondation d'Atari, l'entreprise sort des versions pour navigateur de ses premiers jeux sous le label « Atari Arcade », Lunar Lander faisant partie de la première série de huit jeux diffusée. Le jeu est aussi inclus sur les consoles dédiées Atari Flashback 2 et 3,. En 2016, le jeu est intégré à la compilation Atari Flashback Classics Vol. 1 qui sort sur PlayStation 4 et Xbox One.

### Dans l'art
En 2012, Seb Lee-Delisle présente une installation artistique intitulé Lunar Trailers à la Science Gallery de Dublin, dans laquelle une machine dessine les chemins cumulés de joueurs pratiquant Lunar Lander,.